# Doha Diamond League 2023
Il Doha Diamond League 2023 è stato la 25ª edizione dell'annuale meeting di atletica leggera, tappa inaugurale del circuito Diamond League 2023. Le competizioni hanno avuto luogo presso lo Stadio Qatar SC di Doha, il 5 maggio 2023.

## Programma[1]
| # | Orario | Specialità             |
| - | ------ | ---------------------- |
| 1 | 18:15  | Lancio del disco       |
| 2 | 18:32  | Salto triplo           |
| 3 | 19:20  | Salto in alto          |
| 4 | 19:34  | 400 metri ostacoli     |
| 5 | 19:44  | Lancio del giavellotto |
| 6 | 20:00  | 800 metri piani        |
| 7 | 20:23  | 3000 metri piani       |
| 8 | 20:41  | 200 metri piani        |

| # | Orario | Specialità         |
| - | ------ | ------------------ |
| 1 | 18:04  | Salto con l'asta   |
| 2 | 19:04  | 400 metri piani    |
| 3 | 19:04  | 3000 metri siepi   |
| 4 | 19:48  | 100 metri ostacoli |
| 5 | 20:12  | 100 metri piani    |
| 6 | 20:50  | 1500 metri piani   |

     Specialità valide per la Diamond League

## Risultati
Di seguito i primi tre classificati di ogni specialità.

### Uomini
| Specialità             |                   | Prestazione | 2º classificato      | Prestazione | 3º classificato    | Prestazione |
| 200 m                  | Fred Kerley       | 19"92       | Kenneth Bednarek     | 20"11       | Aaron Brown        | 20"20       |
| 800 m                  | Slimane Moula     | 1'46"06     | Wycliffe Kinyamal    | 1'46"61     | Djamel Sedjati     | 1'46"97     |
| 3000 m                 | Lamecha Girma     | 7'26"18     | Selemon Barega       | 7'27"16     | Berihu Aregawi     | 7'27"61     |
| 400 m hs               | Rai Benjamin      | 47"78       | CJ Allen             | 47"93       | Wilfried Happio    | 49"12       |
| Salto in alto          | JuVaughn Harrison | 2,32 m      | Woo Sang-hyeok       | 2,27 m      | Mutaz Essa Barshim | 2,27 m      |
| Salto triplo           | Pedro Pichardo    | 17,91 m w   | Hugues Fabrice Zango | 17,81 m     | Andy Díaz          | 17,80 m w   |
| Lancio del disco       | Kristjan Čeh      | 70,89 m     | Daniel Ståhl         | 67,14 m     | Sam Mattis         | 64,69 m     |
| Lancio del giavellotto | Neeraj Chopra     | 88,67 m     | Jakub Vadlejch       | 88,63 m     | Anderson Peters    | 85,88 m     |

     Prestazione che stabilisce il nuovo record del meeting.

### Donne
| Specialità       |                       | Prestazione | 2º classificato  | Prestazione | 3º classificato   | Prestazione |
| 100 m            | Sha'Carri Richardson  | 10"76       | Shericka Jackson | 10"85       | Dina Asher-Smith  | 10"98       |
| 400 m            | Marileidy Paulino     | 50"51       | Shamier Little   | 50"84       | Natalia Kaczmarek | 51"64       |
| 1500 m           | Faith Kipyegon        | 3'58"57     | Diribe Welteji   | 3'59"34     | Freweyni Hailu    | 4'00"29     |
| 100 m hs         | Jasmine Camacho-Quinn | 12"48       | Alaysha Johnson  | 12"66       | Nia Ali           | 12"69       |
| 3000 m siepi     | Winfred Yavi          | 9'04"38     | Sembo Almayew    | 9'05"83     | Faith Cherotich   | 9'06"43     |
| Salto con l'asta | Katie Moon            | 4,81 m      | Tina Šutej       | 4,76 m = =  | Sandi Morris      | 4,71 m      |

     Prestazione che stabilisce il nuovo record del meeting.